# Kadsura verrucosa
Kadsura verrucosa là một loài thực vật có hoa trong họ Schisandraceae. Loài này được (Gagnep.) A.C.Sm. miêu tả khoa học đầu tiên năm 1947.